# Yuhana Yokoi
Yuhana Yokoi (横井 ゆは菜?, Yokoi Yuhana; Nagoya, 19 maggio 2000) è una pattinatrice artistica su ghiaccio giapponese.
È la campionessa nazionale giapponese nella categoria juniores della stagione 2018-2019 e la vincitrice della medaglia di bronzo alla tappa Grand Prix juniores in Armenia. Ha terminato nella top six ai Campionati mondiali juniores del 2018 a Sofia, in Bulgaria.

## Vita privata
Yokoi è nata nella città di Nagoya, nella prefettura di Aichi, in Giappone nel maggio del 2000. Ha ottenuto la maturità dalla scuola superiore Minamitenshiro di Nagoya, ed è una studentessa dell'università Chukyo.

## Carriera

### Primi anni
Ha iniziato a pattinare nel 2008 ed è una grande ammiratrice di Akiko Suzuki, la quale ha coreografo uno dei suoi programmi. Yokoi viene chiamata "Akiko Suzuki II", dato che i suoi gesti e le sue espressioni facciali richiamano quelli di Suzuki.
Ha vinto la sua prima medaglia a livello internazionale nel 2013, l'argento al Gardena Trophy. Ai suoi primi Campionati nazionali giapponesi, nel 2013, si è classificata dodicesima con un totale di 177.40 punti.

### Stagione 2014-2015: debutto a livello internazionale juniores
Yokoi ha partecipato alla sua prima tappa del Grand Prix juniores nel 2014, in Giappone, classificandosi sesta. Nel 2014, non ha raggiunto il programma libero ai Campionati nazionali juniores, classificandosi in ventiseiesima posizione con 41.27 punti.

### Stagione 2015-2016 e stagione 2016-2017
Ai Campionati nazionali giapponesi juniores del 2015, Yokoi ha vinto la medaglia di bronzo, con un totale di 177.40 punti, classificandosi quarta nel programma corto e terza nel programma libero, dietro Wakaba Higuchi e Yuna Shiraiwa. A livello senior, si è invece classificata in undicesima posizione.
Nel 2016, ha terminato in ottava posizione ai Campionati nazionali giapponesi juniores.

### Stagione 2017-2018
Nel 2017 le è stata assegnata la sua seconda tappa del Grand Prix, a Riga, in Lettonia, classificandosi in quinta posizione, ottenendo 55.19 punti nel programma corto e 114.40 nel programma libero, per un totale di 169.59. Ai Campionati nazionali giapponesi juniores del 2017, si è classificata in settima posizione dopo il corto e in terza dopo il libero, terminando in quarta posizione; mentre ai Campionati nazionali senior si è classificata ottava.
Durante la stessa stagione, ha preso parte ai suoi primi Campionati mondiali juniores, a Sofia, in Bulgaria, finendo in sesta posizione con un punteggio totale di 184.78.

### Stagione 2018-2019
Yokoi ha preso parte a due tappe del Gran Prix nel 2018, una a Bratislava, in Slovacchia e l'altra in Armenia, dove si è classificata rispettivamente sesta e terza.
Ha ottenuto la medaglia d'oro ai Campionati nazionali giapponesi juniores del 2018, con un punteggio totale di 181.84, davanti a Nana Araki e Tomoe Kawabata; classificandosi invece settima a livello senior.
A marzo 2019, ha partecipato ai suoi secondi Campionati mondiali juniores, classificandosi diciottesima nel corto e recuperando ottenendo l'ottavo posto nel programma libero, terminando in nona posizione, con un totale di 170.17 punti.

### A livello tecnico
Yokoi è in grado di saltare cinque diversi tipi di triplo, tranne l'Axel.

## Programmi
| Stagione  | Programma corto                                                    | Programma libero |
| --------- | ------------------------------------------------------------------ | --- |

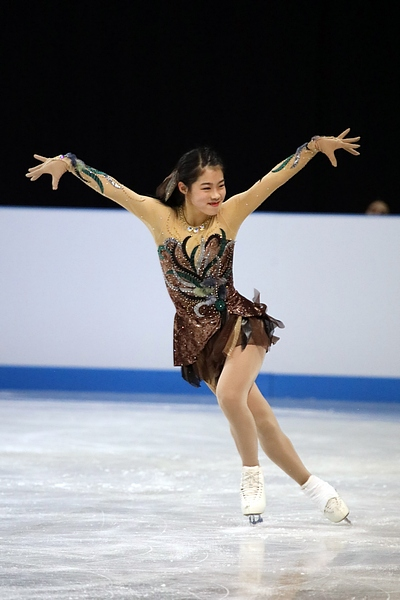
Yokoi pattina sulla musica di The Lion King ai Campionati mondiali juniores del 2018

| 2018-2019 | - The Lion King di Hans Zimmer choreo. di Miho Kawaume             | - The Phantom of the Opera di Andrew Lloyd Webber choreo. di Miho Kawaume                                                                                    |
| 2017-2018 | - The Lion King di Hans Zimmer choreo. di Miho Kawaume             | Burlesque - You Haven't Seen the Last of Me di Cher - Welcome to Burlesque di Cher - Show Me How You Burlesque di Christina Aguilera choreo. di Akiko Suzuki |
| 2016-2017 | - The Sound of Music di Richard Rodgers choreo. di Yuko Hongo      | Burlesque - You Haven't Seen the Last of Me di Cher - Welcome to Burlesque di Cher - Show Me How You Burlesque di Christina Aguilera choreo. di Akiko Suzuki |
| 2015-2016 | - The Sound of Music di Richard Rodgers choreo. di Yuko Hongo      | - Malagueña choreo. di Yuko Hongo |
| 2014-2015 | - Waltz (da Masquerade) di Aram Khachaturian choreo. di Yuko Hongo | - Gypsy choreo. di Yuko Hongo |

## Risultati
| Internazionali           | Internazionali | Internazionali | Internazionali | Internazionali | Internazionali | Internazionali | Internazionali | Internazionali | Internazionali | Internazionali | Internazionali |
| Evento                   | 2012–13        | 2013–14        | 2014–15        | 2015–16        | 2016–17        | 2017–18        | 2018–19        | 2019–20        | 2020-21        | 2021-22        | 2022-23        |
| ------------------------ | -------------- | -------------- | -------------- | -------------- | -------------- | -------------- | -------------- | -------------- | -------------- | -------------- | -------------- |
| Four Continents          |                |                |                |                |                |                |                |                |                | 7°             |                |
| GP Trophée Eric Bompard  |                |                |                |                |                |                |                |                |                | 9°             |                |
| GP NHK Trophy            |                |                |                |                |                |                |                | 4°             | 8°             |                |                |
| GP Rostelecom Cup        |                |                |                |                |                |                |                | 6°             |                |                |                |
| GP Skate America         |                |                |                |                |                |                |                |                |                | 11°            |                |
| GP Skate Canada          |                |                |                |                |                |                |                |                |                |                | 8°             |
| CS Finlandia Trophy      |                |                |                |                |                |                |                | 3°             |                |                |                |
| CS Warsaw Cup            |                |                |                |                |                |                |                |                |                | R              |                |
| Challenge Cup            |                |                |                |                |                |                |                | 2°             |                |                |                |
| Internazionali: Juniores |                |                |                |                |                |                |                |                |                |                |                |
| Mondiali juniores        |                |                |                |                |                | 6º             | 9º             |                |                |                |                |
| JGP Armenia              |                |                |                |                |                |                | 3º             |                |                |                |                |
| JGP Giappone             |                |                | 6º             |                |                |                |                |                |                |                |                |
| JGP Lettonia             |                |                |                |                |                | 5º             |                |                |                |                |                |
| JGP Slovacchia           |                |                |                |                |                |                | 6º             |                |                |                |                |
| Int. Challenge Cup       |                |                |                |                |                | 2º             | 1º             |                |                |                |                |
| Nazionali                |                |                |                |                |                |                |                |                |                |                |                |
| Campionati giapponesi    |                |                |                | 11º            |                | 8º             | 7º             | 5º             | 8º             | 12º            | 19º            |
| Japanese Junior Champ.   |                | 12º            | 26º            | 3º             | 8º             | 4º             | 1º             |                |                |                |                |
| R = Ritirata             |                |                |                |                |                |                |                |                |                |                |                |